# Кабинет Канаде
Кабинет Канаде (енгл. Cabinet of Canada; фр. Cabinet du Canada) фактички је носилац извршне власти у Канади.
Будући да се Кабинет историјски сматра извршним комитетом Државног савјета за Канаду онда и сви кабинетски министри по положају постају државни савјетници. Владине уредбе (енгл. Orders in Council; фр. décrets en conseil) службено доноси генерални гувернер Канаде на предлог државних савјетника.

## Састав
Кабинет се састоји из премијера и краљевских министара. Међутим, они су службено само чланови Државног савјета јер Устав Канаде не садржи одредбе које се односе на Кабинет или премијера.
Извршна власт је повјерена монарху тј. генералном гувернеру заједно са Државним савјетом. Формално, премијер је само један од државних савјетника. Међутим, стварну власт има као вођа најјаче политичке партије у Дому комуна тј. као политичар који ужива повјерење парламентарне већине.

## Дјелокруг
Кабинет формално не врши извршну власт већ то ради Државни савјет за Канаду који је доносилац уредби (енгл. Orders in Council), највиших подзаконских аката. Овакво одлучивање је познато као Queen-in-Council или Governor-in-Council.
Иако се Кабинет уопште не спомиње у Уставу Канаде управо је он најважнији чинилац државне власти. Премијер и министри уживају повјерење парламентарне већине у Дому комуна и од Кабинета долази највећи број предлога закона. Такође, сва важнија именовања и разрјешења се формално претресају у Државном савјету по препоруци Кабинета тј. премијера и министара.